# ابدیتا
ابدیتا (به عربی: أبدیتا) یک روستا در سوریه است که در ناحیه احسم واقع شده‌است. ابدیتا ۱٬۴۴۰ نفر جمعیت دارد.